# Kalanchoe briquetii
Kalanchoe briquetii är en fetbladsväxtart som beskrevs av R.-hamet. Kalanchoe briquetii ingår i släktet Kalanchoe och familjen fetbladsväxter. Inga underarter finns listade i Catalogue of Life.